# Manilla (ort i Australien)
Manilla är en ort i Australien. Den ligger i kommunen Tamworth Municipality och delstaten New South Wales, i den sydöstra delen av landet, omkring 350 kilometer norr om delstatshuvudstaden Sydney. Antalet invånare är 2 081.
Trakten runt Manilla är nära nog obefolkad, med mindre än två invånare per kvadratkilometer.. Manilla är det största samhället i trakten. 
I omgivningarna runt Manilla växer huvudsakligen savannskog. Genomsnittlig årsnederbörd är 881 millimeter. Den regnigaste månaden är februari, med i genomsnitt 138 mm nederbörd, och den torraste är oktober, med 23 mm nederbörd.